# Copernicia ekmanii
Copernicia ekmanii är en enhjärtbladig växtart som beskrevs av Karl Ewald Maximilian Burret. Copernicia ekmanii ingår i släktet Copernicia och familjen Arecaceae. IUCN kategoriserar arten globalt som starkt hotad. Inga underarter finns listade i Catalogue of Life.